# یواس‌اس سینسینتی (اس‌اس‌ان-۶۹۳)
یواس‌اس سینسینتی (اس‌اس‌ان-۶۹۳) (به انگلیسی: USS Cincinnati (SSN-693)) یک زیردریایی بود که طول آن ۱۱۰٫۳ متر (۳۶۱ فوت ۱۱ اینچ) بود. این زیردریایی در سال ۱۹۷۷ ساخته شد.